# 崔今顺
崔今顺（1952年—），吉林龙井人，朝鲜族，中华人民共和国政治人物、第十一届全国人民代表大会吉林地区代表。
毕业于中央党校经济管理专业。加入中共，任吉林省广源实业集团有限公司董事长。2008年起担任全国人大代表。